# Darantasia hieroglyphica
Darantasia hieroglyphica là một loài bướm đêm thuộc phân họ Arctiinae, họ Erebidae.